# Avance Diffusion
Pour les articles homonymes, voir Avance et Diffusion.
Avance Diffusion est une entreprise française de textile connue pour avoir fabriqué un temps les pulls rouges équipant les moniteurs de ski. Elle est propriétaire, entre autres, de la marque de vêtements de ski Degré 7 durant 17 années. L'entreprise est mise en liquidation le 3 avril 2014, puis reprise en plusieurs entités distinctes elle disparait.

## Historique
Avance Diffusion est fondée en 1982 à Paris. Elle diffuse alors des produits de prêt-à-porter sous licence avec la marque Studio Aventures. Sept ans plus tard, l'entreprise s'installe au Creusot. Avance Diffusion rachète la marque de vêtements Degré 7 en 1997. Durant un temps, le ski et les produits sous licence cohabitent avant que l'entreprise ne se concentre sur l'équipement de ski.
Au début des années 2000, Avance Diffusion achète la marque Henri Duvillard (créée en 1979), complémentant ainsi sa gammes entre une marque sportive et technique (Degré 7) et une marque plus chic. Dès 2006, la marque Degré 7 lance diverses innovations techniques et s'étend à l'étranger, dont l'Asie, face aux saisons moroses en France. 
Degré 7 remporte l'appel d'offres du Syndicat national des moniteurs du ski français avec plus de 13 000 tenues rouges (parkas, pantalons surtout) à fournir pour la période 2009-2011 puis 17 000 pour les deux saisons suivantes, jusqu'au milieu des années 2010, sous la marque Duvillard. 
Avance diffusion reprend en 2011 une partie des actifs de Clayeux : les droits de la marque de mode enfantine ainsi qu'une dizaine de magasins et une partie des salariés. Cela lui permet de mettre la main sur une usine de tricotage en France, permettant la création de la filiale « manufacture de Tricotage et des Couleurs ». Avance Diffusion souhaite ainsi utiliser le savoir-faire de Clayeux pour créer des gammes « enfants » pour ses marques Aventures des Toiles, Degré 7.
Avance Diffusion obtient pour la troisième fois un appel d'offres en 2013 auprès de l'École du ski français, dont des pulls rouges fabriqués en France portés depuis 1959 par les moniteurs,,,. 
Mais l'entreprise est en difficulté depuis plusieurs années, puis mise en liquidation. Le tribunal de commerce tranche en 2014. Les actifs d'Avance Diffusion sont cédés : d'un côté la marque de prêt-à-porter Aventure des Toiles est reprise par une filiale de la société Viviane Madani. Elle sera placée en redressement judiciaire quelques années après, le 1er novembre 2019. De l'autre, les deux marques de sport (Duvillard et Degré 7) sont reprises par le groupe lyonnais Idealp. 
La manufacture de Tricotage et des Couleurs, dirigée par François Gadrey est mise en liquidation judiciaire le 3 avril 2014, trouve elle aussi des repreneurs et devient un sous-traitant des marques précédentes,. Le site du Creusot est finalement fermé deux ans après.